# فويسكوفيتسي (لينينغراد)
فويسكوفيتسي (بالروسية: Войсковицы) هي مدينة في مقاطعة لينينغراد أوبلاست في روسيا.
يبلغ عدد سكانها حوالي 3834 نسمة.